# 2019年高知県議会議員選挙
2019年高知県議会議員選挙（2019ねんこうちけんぎかいぎいんせんきょ）は、2019年（平成31年）4月7日に投票が行われた高知県議会の議員を改選するための一般選挙である。

## 概要
2015年高知県議会議員選挙で選出された県議会議員の4年の任期満了に伴い、第19回統一地方選挙の一環で行われる選挙である。なお、高知県議会議員選挙は1947年（昭和22年）4月に実施された第1回の選挙からいずれも統一地方選挙の日程で実施されている。
定数37に対し51名が立候補。5つの選挙区で7名の無投票当選が決まった。

## 基礎データ
- 選挙事由：任期満了
- 告示日：2019年（平成31年）3月29日
- 投票日：2019年（平成31年）4月7日
- 議員定数：37名
- 選挙区：17選挙区（うち5選挙区で無投票）
- 候補者数：51名（うち7人が無投票当選）
  - 各党候補者数：自由民主党21名、公明党3名、日本共産党6名、立憲民主党2名、国民民主党1名、無所属18名

## 選挙結果
自民党は現職2人が落選したものの、19議席を獲得し単独過半数を維持した。共産党は2人区の南国市選挙区で議席を獲得し1議席増の5議席となった。立憲民主党は高知市選挙区で初議席を獲得した一方、国民民主党は現職議席を失った。公明党は勢力を維持した。
 自由民主党 
 公明党 
 日本共産党 
 立憲民主党 
 無所属 
| 高知市                                   | 大石宗     | 桑名龍吾 | 山崎正恭 |
| 高知市                                   | 上田貢太郎 | 三石文隆 | 坂本茂雄 |
| 高知市                                   | 土居央     | 中根佐知 | 黒岩正好 |
| 高知市                                   | 西森雅和   | 塚地佐智 | 田所裕介 |
| 高知市                                   | 米田稔     | 西内隆純 | 吉良富彦 |
| 室戸市・東洋町                           | 弘田兼一   |          |          |
| 安芸市・芸西村                           | 野町雅樹   |          |          |
| 南国市                                   | 田中徹     | 岡田芳秀 |          |
| 土佐市                                   | 森田英二   |          |          |
| 須崎市                                   | 西内健     |          |          |
| 宿毛市・大月町・三原村                   | 加藤漠     | 今城誠司 |          |
| 土佐清水市                               | 橋本敏男   |          |          |
| 四万十市                                 | 土森正一   | 石井孝   |          |
| 香南市                                   | 浜田豪太   | 梶原大介 |          |
| 香美市                                   | 依光晃一郎 |          |          |
| 奈半利町・田野町・安田町・北川村・馬路村 | 上治堂司   |          |          |
| 長岡郡・土佐郡                           | 金岡佳時   |          |          |
| 吾川郡                                   | 横山文人   | 上田周五 |          |
| 中土佐町・梼原町・津野町・四万十町       | 武石利彦   | 明神健夫 |          |
| 黒潮町                                   | 下村勝幸   |          |          |
| 佐川町・越知町・日高村                   | 大野辰哉   |          |          |

### 補欠選挙
| 年                | 月  | 選挙区                       | 当選者     | 当選政党   | 欠員       | 欠員政党   | 欠員事由           |
| ----------------- | --- | ---------------------------- | ---------- | ---------- | ---------- | ---------- | ------------------ |
| 2021年（令和3年） | 9月 | 佐川町・越知町・日高村選挙区 | 桑鶴太朗   | 無所属の会 | 大野辰哉   | 無所属     | 辞職               |
| 2022年（令和4年） | 2月 | 香美市選挙区                 | 依光美代子 | 無所属     | 依光晃一郎 | 自由民主党 | 香美市長選挙出馬   |
| 2022年（令和4年） | 4月 | 香南市選挙区                 | 浜口涼子   | 無所属     | 浜田豪太   | 自由民主党 | 香南市長選挙出馬   |
| 2022年（令和4年） | 4月 | 香南市選挙区                 | 槙尾絢子   | 無所属     | 梶原大介   | 自由民主党 | 参議院議員選挙出馬 |